# Kafr Musa (Hims)
Kafr Musa (arab. كفر موسى) – miejscowość w Syrii, w muhafazie Hims. W 2004 roku liczyła 1610 mieszkańców.